# Nytt Land
Nytt Land — группа, состоящая из трёх человек, играющая в стиле скандинавский фолк и эмбиент, из города Калачинск в Сибири, Россия. Группа была основана мужем и женой Анатолием и Натальей Пахаленко в 2013 году. Группа выпустила свой третий альбом Fimbulvinter на Cold Spring Records в 2017 году. А с декабря 2020 года группа подписана на Napalm Records.

## Стиль и история
Nytt Land сформировались в 2013 году и выпустили четыре альбома самостоятельно, после чего присоединились к британскому лейблу Cold Spring Records для выпуска в 2017 году альбома Fimbulvinter. Их последующий альбом, «Oðal» 2018 года, также был выпущен на этом лейбле. Они поддерживали Wardruna в их российском туре, и выступали на фестивалях викингов, фолка и метала по всей Европе — включая их дебютное выступление в Великобритании в 2018 году в York Barbican, в рамках фестиваля Йорвикского центра викингов. По состоянию на февраль 2019 года канал Nytt Land на YouTube набрал 140 000 просмотров видео.
В августе 2021 года группа выпустила свой третий альбом — Ritual — на лейбле Napalm Records. Рецензенты назвали альбом «поразительным и элегантным». Группа дебютировала с альбомом, организовав выступление на YouTube-канале Napalm Records.
Стиль группы сравнивают со стилем Wardruna с добавлением традиционного горлового пения и традиционных инструментов ручной работы, таких как кантеле и тальхарпа. Группа заявляла, что их вдохновляют звуки сибирской природы, и их записи включали живые записи криков ворон и других звуков леса. Их музыка была охарактеризована рецензентами как «действительно аутентичная», «темная и мистическая» и «сохраняющая историю». Тематически их творчество перекликается со многими историями из норвежской мифологии и исторических текстов, таких как «Поэтическая Эдда». В соответствии с этой традицией, большая часть текстов Nytt Land написана и исполняется на древненорвежском языке.

## Дискография
- 2015: Hávamál (Álbum, CD, Crush The Desert)
- 2016: Sköpun (Álbum, CD, Sulphur Flowers)
- 2016: The Last War (EP, CD, Kszenca Records)
- 2017: Fimbulwinter (Álbum, CD, Cold Spring Records)
- 2018: Oðal (Álbum, CD, Cold Spring Records)
- 2020: Cvlt (Álbum, CD/LP, Infinite Fog Productions)
- 2021: Ritual (Álbum, CD/LP, Napalm Records)
- 2022: Ritual: Blood of the West (EP, digital release, Napalm Records)

## Музыкальные видео
- 2019: Ragnarok
- 2020: Pusel Ov Aki's song
- 2020: Ohne Dich
- 2020: Black Raven
- 2021: Ritual
- 2021: U-Gra
- 2021: Svartravn
- 2022: Dark Country. Ritual
- 2022: Song of U-Gra
- 2022: The Blues of Ragnarok

## Заметки
1. ↑  en:Cold Spring (label)

### Другие статьи
- Wardruna

### Внешние ссылки
- Nytt Land в Яндекс. Музыка.
- Nytt Land в VK Music.
- Nytt Land на YouTube.
- Nytt Land на Bandcamp.
- Nytt Land на Reverbnation.